# Arte del Cambio
L'Arte del Cambio è stata una delle sette Arti Maggiori delle corporazioni di arti e mestieri di Firenze.

## Storia

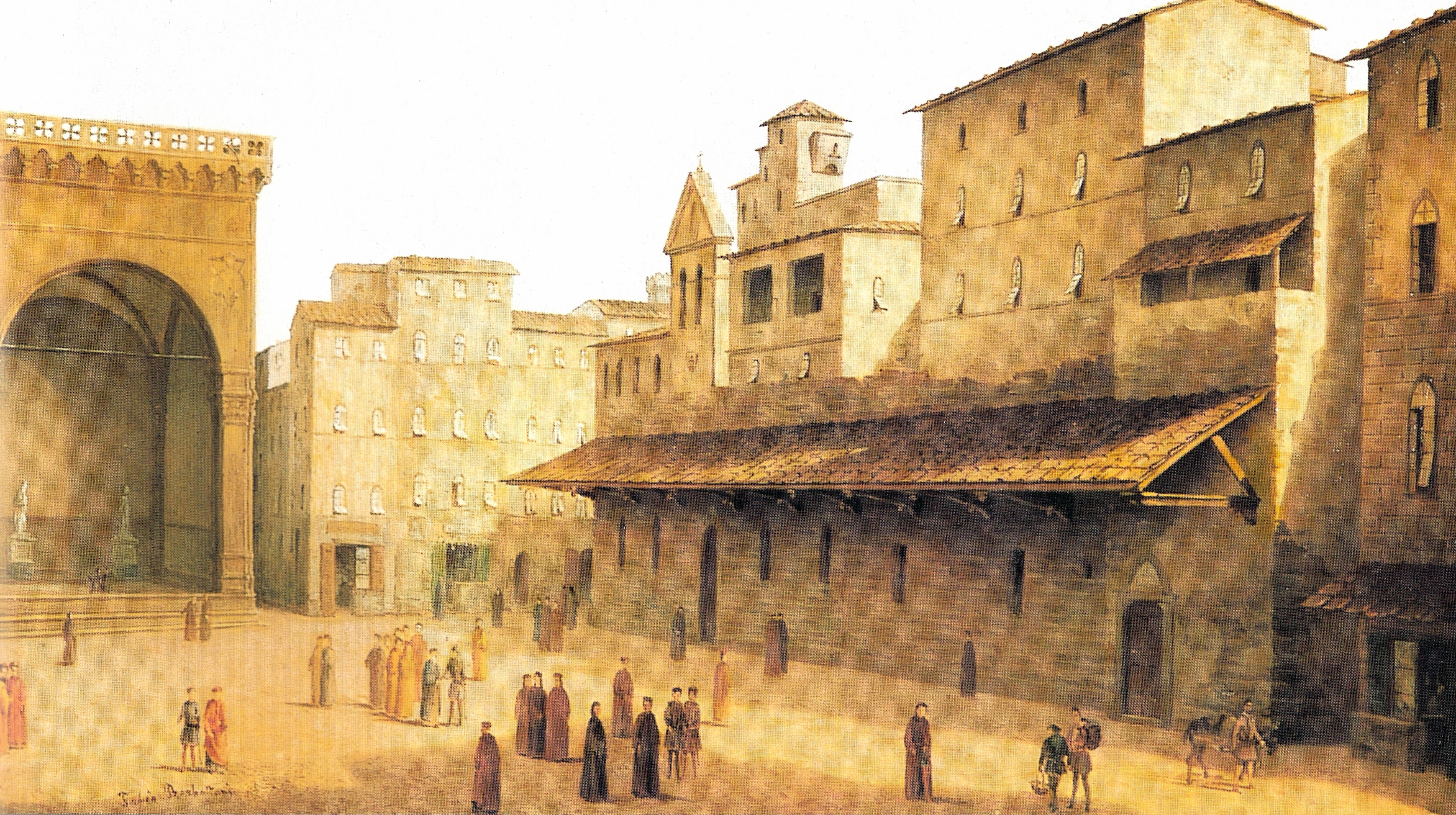
La distrutta tettoia dei Pisani che copriva, a destra, la sede dell'Arte del Cambio

La corporazione nacque intorno al 1202 distaccandosi dall'Arte di Calimala e riunendo i cambiavalute, i commercianti di pietre e metalli preziosi e tutti coloro che praticavano il deposito e/o il credito locale ed estero.
L'Arte del Cambio ebbe sede nel 1324 in un palazzo dei Cavalcanti all'angolo nord-ovest tra via Porta Rossa e Calimala, poi dal 1352  in piazza della Signoria sotto la cosiddetta loggia dei Pisani, demolita nell'Ottocento durante il periodo di Firenze Capitale, dove oggi si trova il palazzo delle Assicurazioni Generali e pertanto adiacente a quella di Calimala. Un documento del 1429 ricorda tuttavia la residenza dell'Arte nel dado dei Lamberti, accanto a quella dell'Arte dei Medici e Speziali.
Dopo secoli di prestigio e ricchezza, nel 1530 la corporazione subì un danno enorme a causa dell'assedio di Firenze; la Repubblica ne confiscò i beni per sopperire alle necessità della guerra e quel poco rimasto andò a finanziare le ingenti spese per la costruzione degli Uffizi su ordine di Cosimo I de' Medici. 
La decadenza dell'Arte fu inarrestabile, finché nel 1770 venne soppressa dal granduca Pietro Leopoldo di Lorena.

## Organizzazione interna
I consoli dell'Arte erano sei, due per il distretto del Mercato Vecchio e del Mercato Nuovo e uno ciascuno per i distretti di Oltrarno e Orsanmichele, in cui si concentrava la maggior parte delle botteghe dei cambiavalute.
La professione era suddivisa tra magistri, i veri e propri soci della corporazione, i discepoli, ossia gli apprendisti il cui periodo di formazione andava dai cinque ai dieci anni, e i sensali, molto più numerosi nelle campagne.

### Cambiatori e banchieri
L'attività del cambiatore si svolgeva in genere presso il mercato, dove seduto davanti al banco con la borsa appesa al collo (chiamata scarsella), annotava le transazioni avvenute giorno per giorno su di un apposito registro; il cambio di valute non era però l'unica occupazione dei membri iscritti alla corporazione, che in realtà traevano i guadagni maggiori dai prestiti a interesse e dal trasferimento di denari fuori Firenze, attraverso il sistema della cosiddetta lettera di cambio. 
Benché la sua invenzione possa essere fatta risalire a tempi ancora più lontani e in altre diverse parti del mondo, i cambiatori fiorentini ebbero il merito di diffondere e legalizzare questa pratica, molto usata soprattutto dai mercanti; simile ad un assegno o una cambiale, permetteva di ritirare la somma richiesta nella città in cui era esibita evitando di viaggiare o inviare il denaro contante all'estero e trasferire così anche ingenti cifre con maggiore sicurezza e velocità.
I fiorentini divennero ineguagliabili per la loro affidabilità e professionalità, godendo di notevole prestigio in tutta Europa e battendo così la concorrenza dei lombardi, termine con cui venivano solitamente chiamati i cambiatori italiani all'estero, come si legge in un passaggio di una celebre novella del Boccaccio:
(Giovanni BoccaccioDecameron I,1)
Va comunque precisato che non tutti i cambiatori fiorentini riuscirono ad accumulare grossi capitali, operando sostanzialmente a livello locale e che alla loro attività si affiancò, spesso confondendosi in essa, quella dei banchieri, il cui giro di affari era ben più esteso; basti pensare infatti, che i fiorentini divennero i banchieri del Papa, con l'incarico di esattori ufficiali delle rendite della Chiesa, ossia le decime e le offerte che costituivano il patrimonio di San Pietro.
Anche i sovrani si appoggiarono finanziariamente ai banchieri fiorentini; questa fu la ragione per cui il prestito di una cifra da capogiro al re Edoardo III d'Inghilterra nel 1339 e mai più restituita, condusse al fallimento dei Banchi dei Bardi e dei Peruzzi nel 1346, trascinando con sé nella rovina anche molti dei "correntisti" dell'epoca. 
Infine, nel Trecento, soprattutto a seguito delle lunghe campagne militari intraprese e la peste del 1348, anche la Repubblica dovette rivolgersi ai propri cittadini banchieri per risanare la casse vuote dello Stato; ma indubbiamente nessuna impresa finanziaria avrebbe avuto successo senza aver avuto alle spalle il pilastro che sorreggeva l'intera economia fiorentina del tempo e cioè la sua moneta.

## Membri celebri
Molte famiglie fiorentine si arricchirono con il prestito a interesse e benché l'usura fosse condannata sia dalle leggi corporative che dalla Chiesa cattolica, questa veniva in realtà largamente tollerata e praticata. Gli "strozzini" dell'epoca avevano nomi famosi; tra questi va sicuramente ricordato il padre della Beatrice dantesca Folco Portinari, che pur essendo stato un beneffattore della città (a lui si deve infatti l'edificazione dell'Ospedale di Santa Maria Nuova) aveva guadagnato sui prestiti ad interesse. Dante condannò duramente la pratica dell'usura e nell'Inferno pose due famiglie fiorentine legate all'Arte del Cambio: i Gianfigliazzi e gli Obriachi (Inf. XVII, vv. 58-63).
Verso la fine del Trecento apparve anche il nome di Vieri de' Medici, eletto per ben sette volte Console dell'Arte, mentre Cosimo il Vecchio venne immatricolato nella corporazione nel 1404.
La famiglia che appare comunque più legata a questa attività, anche per una certa assonanza del cognome è quella degli Strozzi, anche loro immatricolati fin dal Trecento all'Arte del Cambio; a quanto pare un lontano discendente della casata chiamato Strozza, li indusse a modificare il nome da Rossi a Strozzi e tennero bottega insieme ai Carnesecchi nell'odierna via Porta Rossa.

## Patronati

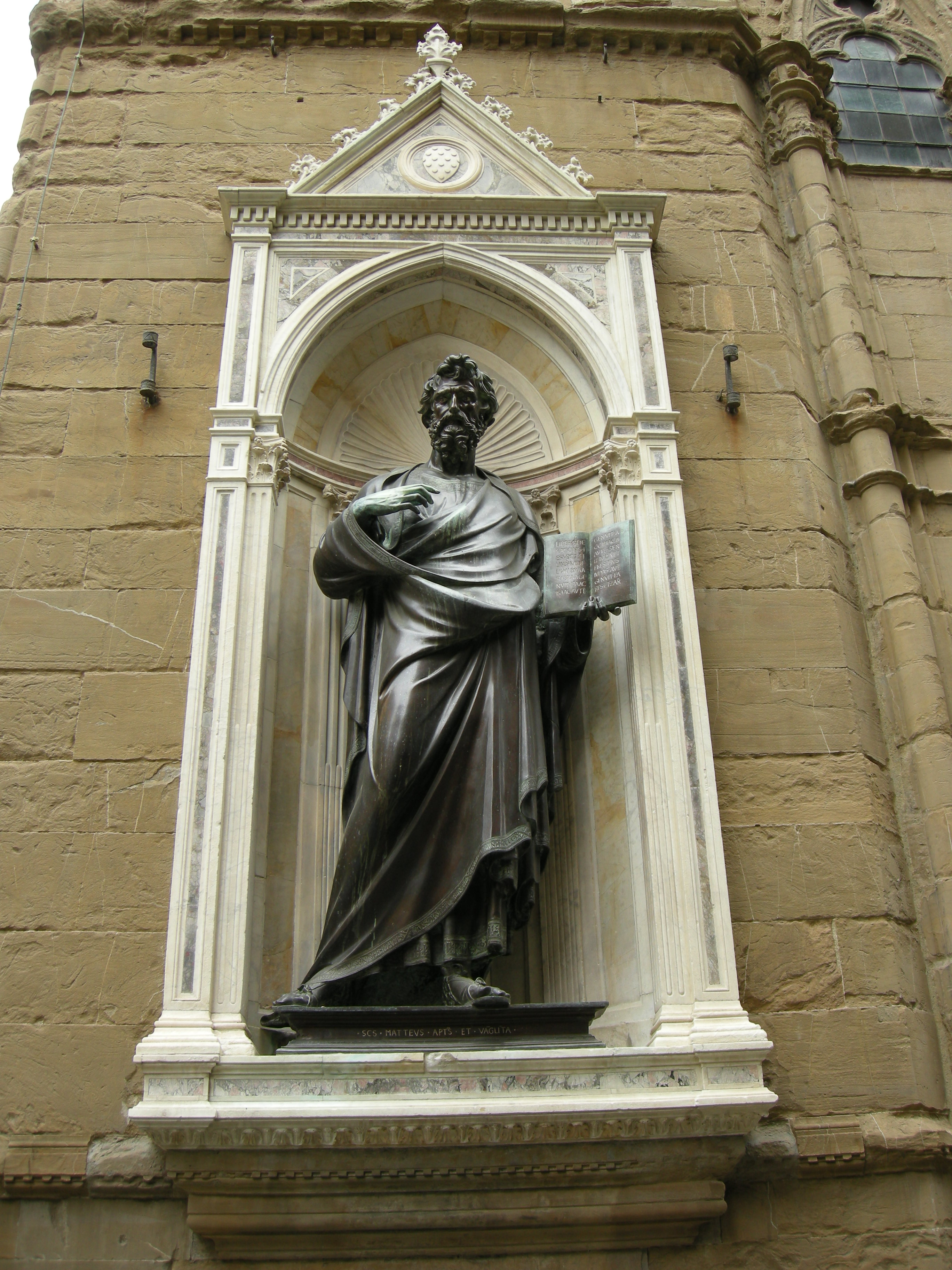
San Matteo di Ghiberti

L'Arte del Cambio sosteneva in Firenze lo spedale di San Matteo. 
Nel 1368 decorò un pilastro interno di Orsanmichele con il Trittico di san Matteo, dipinto da Andrea Orcagna (oggi nella Galleria dell'Accademia).
Scelse San Matteo come protettore della corporazione e chiese a Lorenzo Ghiberti, autore anche del San Giovanni Battista per l'Arte di Calimala, di fondere una statua in bronzo che rivaleggiasse con quella; tutte le vicende relative alla commissione vennero registrate, per cui oggi sappiamo che tra i membri del comitato incaricato della costruzione del tabernacolo c'era anche Cosimo il Vecchio dei Medici e che a lavoro ultimato, nel 1423, Ghiberti ricevette la somma di ben 650 fiorini come compenso. C'è inoltre una stranezza relativa all'opera del Ghiberti: come normalmente accadeva, la testa ed il corpo del santo vennero fusi separatamente e poi uniti, ma a quanto pare l'artista fallì la prima gettata e dovette quindi pagare a sue spese una seconda fusione nel 1421. inoltre sulla sommità dei pilastrini si trovavano due Sibille attribuibili a Michelozzo e ora nel Museo del Bargello.